# イップ・マン 宗師
『イップ・マン 宗師』（イップ・マン そうし、原題：葉問宗師、英題：Ip Man: Kung Fu Master）は、2019年の中国のカンフー映画。
2019年12月23日から、中国の動画配信サイトYoukuで配信された。日本では、2020年11月13日から「のむコレ2020」で公開された。

## ストーリー
20世紀初頭の広東省佛山、佛山警察の警部イップ・マンは、「カンフーの修行を続ける理由とは、弱き者を救う使命があるからだ」という師の教えを信念として、法に従い住民の安全を守っていた。ある日、斧頭幇の頭サンイエが商人のマイを殺害した。イップ・マンはサンイエ逮捕のため斧頭幇の屋敷に入ると、斧を持った大勢の組員達に取り囲まれる。サンイエの娘チンチュアンの合図で押し寄せる組員達を、イップ・マンは次々となぎ倒し、2階のサンイエの元に辿り着く。するとサンイエは、斧頭幇の港でマイと共に日本人とアヘンを密輸した助手もその場で私刑に処す。アヘンの取り引きを固く禁じる斧頭幇の掟に則り、二人を罰したのだ。
イップ・マンはサンイエを警察署まで連行するが、ユエン署長を含め警察は腐敗しきっており、地元の名士であるサンイエをむしろ歓迎する準備をしていたが、イップ・マンはルール通りに留置場に入れる。イップ・マンの命令でリビー警部補達が日本人の倉庫を捜索すると、荷物の中身はアヘンではなく金だった。そこへ佛山商会の新会長佐々木がやってきて、その金をリビーに贈る。一方、酔っ払いの謎の老人がイップ・マンにサンイエの危機を知らせる。その言葉通り、留置場のサンイエは2人組の暗殺者に殺害されてしまう。イップ・マンはユエン署長に警察の不正を正すように迫り、事件の解決を誓って辞職する。
イップ・マンは、妻ウィンシンが難産との知らせを受け帰宅すると、先程の謎の老人が勝手に居座っていた。そこへ父の敵討ちを誓うチンチュアン達斧頭幇が押し入るが、詠春拳の達人の老人と協力して撃退する。その直後、ウィンシンは無事に男の子を出産する。老人はチャオ・ウーと名乗るが、実はイップ・マンの師チェン・ワースン（陳華順）の弟弟子リョンだった。
港の佛山商会の荷物からアヘンが見つかり、イップ・マンは斧頭幇に向かう。同じ頃、斧頭幇に佐々木がやってくる。チンチュアンはサンイエを殺害した犯人が佐々木だと気づくが、佐々木から買収されたチンチュアンの叔父ラオスー達組員から命を狙われる。間一髪でイップ・マンが棒術で助けて共闘し、チンチュアンはラオスーを殺して逃げる。イップ・マンは組員達を倒して佐々木を追い詰めるが、そこへユエン署長達警察がやってきてイップ・マンを連行し、逃した。佐々木はイップ・マンの妻子に2人組の暗殺者を仕向けたが、リョンが返り討ちにしていた。イップ・マン達はリョンのボロ家を隠れ家にすることにした。ウィンシンは、未だに息子の名前を決めてくれないイップ・マンに業を煮やして易者に相談し、息子の名前を「チュン」と名付ける。
その後、イップ・マンは黒仮面を付け、アヘンを隠す佛山商会の倉庫を燃やすなど、自警活動を開始した。そんな中、大日本帝国陸軍の徳川少佐が中日武術交流会を開くために佛山にやってくる。チンチュアンは芸妓に変装して佐々木の命を狙うが、空手家の徳川に返り討ちに遭い、再び黒仮面のイップ・マンに助けられる。徳川は黒仮面を武術交流会に誘う。チンチュアンのために薬を買いに出たリビーは、佐々木に脅されてユエン署長を銃で打ち、新署長に就任する。
サンイエの棺が埋葬される前日、危険を感じたウィンシンは息子と共に佛山を離れる。その夜、イップ・マンはリョンと大いに酒を飲み、詠春拳の稽古をつけてもらう。翌朝イップ・マンが起きると、リョンは「 生きるのは死ぬよりも難しい」と伝言を残し、すでにサンイエの元へ向かっていた。佐々木達は、日本との関係構築と東アジアの調和を妨害した罪と称して、宙に吊るした棺のロープを切り、サンイエへの死刑を執行する。棺が地面に落下する寸前で黒仮面を付けたリョンが現れて受け止め、下にいた子供も助ける。リョンは徳川と対決するが、棺を守りながらの不利な戦いのため破れ、銃殺される。イップ・マン達はリョンの遺骨を散骨する。
イップ・マンは黒仮面（黒侠）として武術交流会に出場し、徳川と対決する。リビーはイップ・マンに毒を盛ることができず、佐々木に銃殺されてしまう。イップ・マンは怒り、徳川に連打を浴びせて倒す。佐々木はイップ・マンも銃殺しようとするが、民衆がリングに上がって盾となり、警察も日本軍を包囲する。死んだと思われていたユエン署長は実は生きており、蜂起を計画していたのだ。佐々木は敗北した徳川までも毒殺するが、チンチュアンによって殺害される。
後日、イップ・マンの元に大勢の日本の刺客が現れるが、ユエン署長や民衆達が駆けつけて黒仮面を付け、立ち向かっていく。黒仮面の死により志が受け継がれ、皆が団結したのだ。

## キャスト
| 役名                          | 俳優                               | 日本語吹替 |
| ----------------------------- | ---------------------------------- | ---------- |
| イップ・マン（葉問）          | デニス・トー（杜宇航）             | 高橋英則   |
| チンチュアン（晴川）          | ユアン・リー・ルオシン（宛立若心） | 川上ひろみ |
| リョン / チャオ・ウー（喬五） | ユエ・トンフェン（岳冬峰）         | 魚建       |
| サンイエ（三爺）              | マイケル・ウォン（王敏徳）         | 内野孝聡   |
| ウィンシン（張永成）          | チャン・チンユェン（常沁源）       | 苗村有香   |
| ユエン署長（袁局長）          | トン・シャオフー（佟小虎）         | 堀総士郎   |
| 佐々木会長（佐会長）          | 趙曉光                             | 佐々木啓夫 |
| 徳川少佐（徳川一龍）          | レン・ユー（任宇）                 |            |
| リビー警部補（排骨仔）        | 李日助                             |            |
| 暗殺者（美智子）              | 郭佳伊                             |            |
| マイ（麦会長）                | 朱新凡                             |            |
| 助手（師爺）                  | 白東風                             |            |

## スタッフ
- 監督：リ・リーミン（李立銘）
- 脚本：リ・リーミン（李立銘）、シー・キンシュイ（石清水）
- 製作：ジョウ・ユー（周宇）
- アクション指導：スン・フェイ（孫飛）
- 撮影指導：グオ・レイ（郭磊）
- 美術指導：ウォン・ナン（王南）
- 編集指導：黄荣俊

### 日本語版スタッフ
- 本編字幕翻訳：安本熙生
- 本編吹替翻訳：鳥居怜子
- 吹替演出：神本忠弘

## 関連作品
- イップ・マン 誕生